# The Knife
The Knife — шведський електронний дует. До складу гурту входять Карін Дрейєр Андерссон та Олоф Дрейєр, які також маю власну компанію звукозапису Rabid Records. Вперше гурт привернув міжнародну увагу після того, як їхня пісня «Heartbeats» з'явилася в рекламі Sony. 2009 року Андерссон випустила сольний альбом під ніком Fever Ray, в той час як її брат видав кілька міні-альбомів під ніком Oni Ayhun в кінці 2009 та на початку 2010.

## Учасники
- Карін Дрейєр Андерссон (Karin Dreijer Andersson)
- Олоф Дрейєр (Olof Dreijer)

## Дискографія
- The Knife (2001)
- Deep Cuts (2003)
- Hannah med H Soundtrack (2003)
- Silent Shout (2006)
- Shaking the Habitual (2013)

Спільно з Mt. Sims та Planningtorock
- Tomorrow, In a Year (2010)